# Bandera de Benín
La bandera de Benín fue originalmente adoptada en 1958 como bandera del recién creado autogobierno de la antigua colonia de Dahomey (denominada República de Dahomey) dentro de la Comunidad Francesa. Tras la independencia del país en 1960, se mantuvo la misma bandera. En 1975 el régimen comunista de la República Popular de Benín adoptó una nueva bandera: un paño de color verde con una estrella roja en su esquina superior izquierda, que simbolizaba el pueblo revolucionario, con una proporción 2:3. El 1 de marzo de 1990, la antigua bandera fue reinstaurada, tras la caída del régimen comunista. 
El diseño está compuesto por tres franjas con los colores panafricanos: la vertical junto al asta es de color verde y representa la esperanza, la amarilla superior horizontal a la abundancia y la roja inferior al coraje.

## Banderas históricas

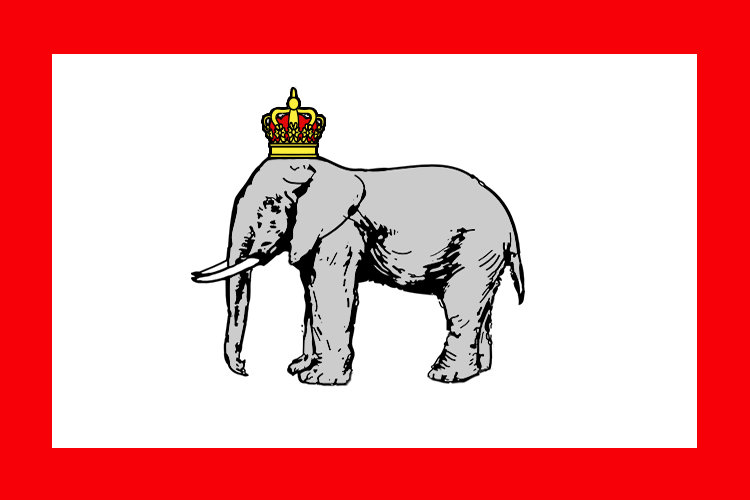
Bandera del Reino de Dahomey, 1599-1889.
Estandarte real de Behanzin de Dahomey (1889-1894)
Bandera de la República de Dahomey (1958-1975)
Bandera de la República Popular de Benín (1975-1990).
Bandera de Benín desde 1990

## Banderas similares

Bandera de Guinea Bissau